# Scheletrato
Lo scheletrato è una protesi parziale rimovibile, costruita in cromo/cobalto/molibdeno, che sfruttando l'elasticità propria di questa lega, permette di agganciarsi ai denti naturali tramite ganci fusi.
Altre tipologie di scheletrato adottano sistemi di aggancio detti attacchi che però devono utilizzare un ripristino protesico fisso su cui ancorarsi.
L'insieme di questa tipologia di protesi “fissa + scheletrica” viene detta protesi combinata.
Su questa struttura portante, chiamato appunto scheletro o scheletrato, vengono montati denti in resina o ceramica per ripristinare la funzione masticatoria, fonetica ed estetica del cavo orale.

## Storia dello scheletrato
La perdita dei denti, con i relativi problemi di masticazione, estetica e fonetica, ha da sempre cercato soluzioni.
Fin dagli etruschi, si molavano denti di animali o umani per agganciarli con bande in oro ai denti rimasti.

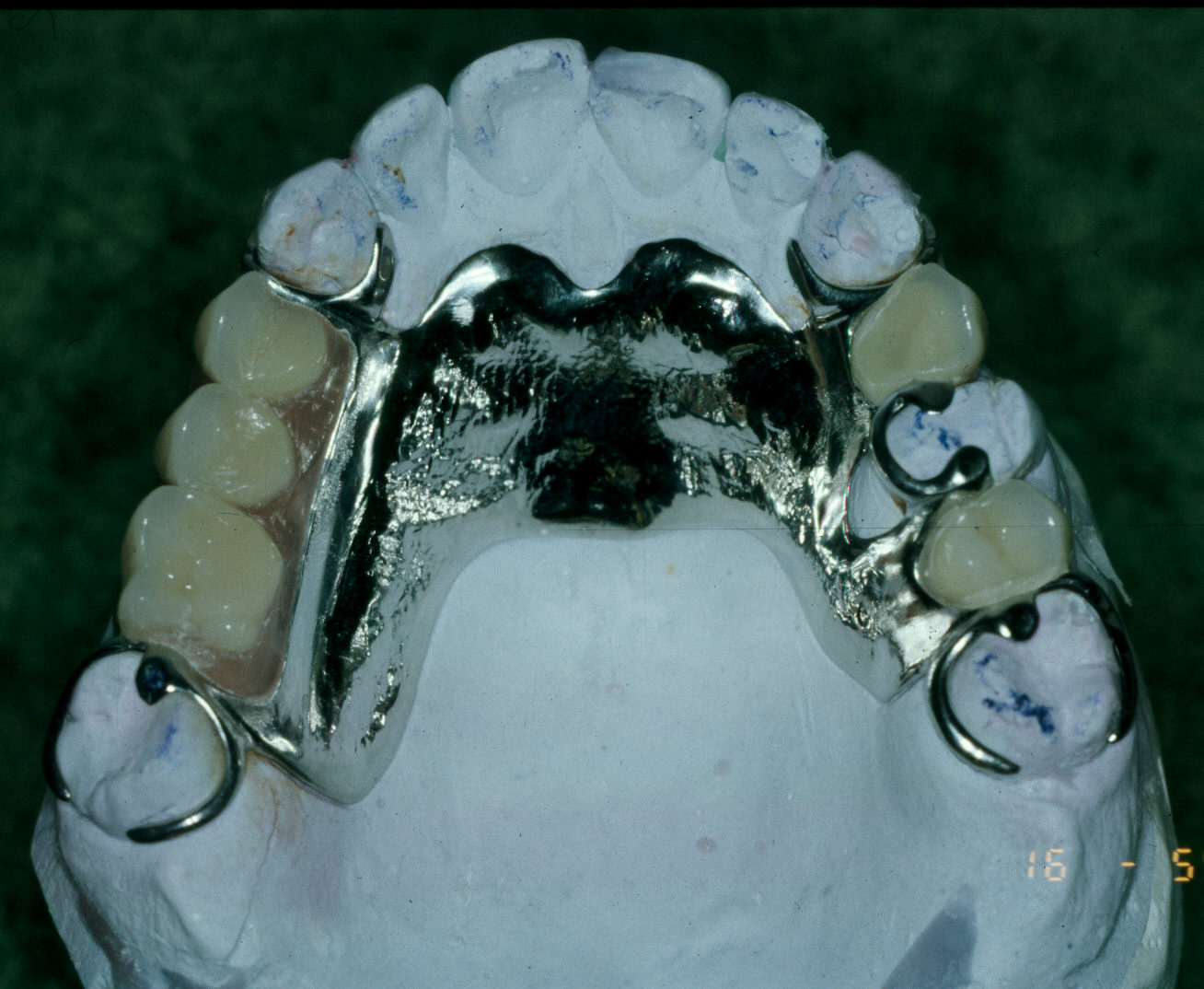
Scheletrato

Con l'avvento delle scienze naturali (XVII e XVIII secolo), si è cominciata a sviluppare la tecnologia delle protesi così come le conosciamo oggi.

Furono due francesi, prima Mouton poi Massez, ad inventare dei ganci per fissare le protesi parziali ai denti rimasti. Allora si guardava soprattutto l'estetica e le protesi erano costruite da artigiani vari fra cui orafi e tornitori.

I primi scheletrati furono le placche stampate Wipla dalla “officina di fusione dentale“ della famiglia tedesca Krupp, realizzata con una lega cromo/nichel biocompatibile; sistema che non ebbe sviluppo per i suoi costi.

La tecnica si evolse poi con il contributo quasi simultaneo di Kennedy, Roach e Cummer; odontoiatri statunitensi che adottarono la fusione in lega nobile nella costruzione delle protesi.

Quando nel 1929 l'inventore Erdle e suo cognato l'ingegnere Prange crearono la “Austenal Laboratories Inc”, incominciò la ricerca metallurgica che portò al brevetto "Vitallium".

L'idea di Merrick, metallurgico dell'Austenal, di sostituire wolframio con molibdeno, aumentando così l'elasticità e il rafforzamento della lega, fu il passo decisivo nell'uso della tecnica della fusione per la struttura portante della protesi (scheletrato) con questa nuova lega molto elastica, con un peso specifico basso e non ultimo un costo notevolmente inferiore alle leghe nobili fino ad allora usate.

La qualità della lega al cromo/cobalto/molibdeno, perfezionata ulteriormente, viene tutt'oggi usata anche in implantologia, nonché nelle ricostruzioni protesiche di altre parti del corpo.